# استوونی پوینت (کارولینای شمالی)
استوونی پوینت (به انگلیسی: Stony Point) شهری در ایالت کارولینای شمالی کشور ایالات متحده آمریکا است که جمعیت آن در سرشماری سال ۲۰۱۰ میلادی، ۱٬۳۱۷ نفر بوده‌است.